# Raionul Ocnița
Raionul Ocniţa ( moldaviska: Районул Окниця, Raionul Ocnița, ryska: Окницкий район) är ett distrikt i Moldavien. Det ligger i den nordvästra delen av landet. Antalet invånare är 55 353. Arean är 597 kvadratkilometer. Raionul Ocniţa gränsar till Vinnytsia oblast och Tjernivtsi oblast. 
Terrängen i Raionul Ocniţa är platt åt sydväst, men åt nordost är den kuperad.
Följande samhällen finns i Raionul Ocniţa:
- Ocnița
- Otaci